# Сушарка парова трубчаста

Рис. 1. Парова трубчата сушарка: 1 — паропровід; 2, 9 — порожнисті цапфи; 3 — спеціальне живильне пристосування; 4 — зубчастий вінець ;5 — барабан; 6 — сушильні трубки; 7 — розвантажувальна камера; 8 — конденсатні трубки; 10 — спускна труба; 11- центральна труба; 12 — електродвигун.

Парові трубчаті сушарки — апарати для термічної сушки матеріалів.

## Загальний опис
Парові барабанні трубчасті сушарки призначені для сушіння дрібних продуктів збагачення крупністю до 6 мм і вугілля на брикетних фабриках. Вони застосовуються в тих випадках, коли є дешевий відпрацьований пар, а також важливо уникнути забруднення концентрату при сушінні і зменшити його втрати по пилу, наприклад, на графітових фабриках, в хімічній промисловості для сушіння кристалічних матеріалів.
Парові трубчасті сушарки працюють на насиченій злегка перегрітій парі. Роботу парових сушарок характеризують показники:
•	Питомі витрати тепла на одиницю кількості випаруваної вологи, кДж/кг (ккал/ кгс)
•	Напруга поверхні нагріву сушарки по випареній волозі кг/м2 год;
•	Питомі витрати пари на одиницю кількості випаруваної вологи, кг/кг (кгс /кгс).

## Конструкція і принцип дії
Парова трубчаста сушарка (рис.) являє собою барабан 5 з двома торцевими днищами. Барабан встановлюється під кутом від 8 до 15 ° залежно від сушимо матеріалу і необхідної тривалості сушіння. Віссю обертання барабана є центральна парова труба з двома порожнистими цапфами 2 і 9, встановленими в підшипниках. Обертання барабану передається за допомогою зубчастого вінця 4 на барабані, який знаходиться в зачепленні з зубчастою шестернею, що отримує обертання від електродвигуна 12 через редуктор. Парова труба і цапфи поєднані з торцевими днищами барабана. У торцевих днищах закріплені сушильні трубки 6, в які за допомогою спеціального пристосування 3 вводиться сушимий матеріал, що переміщається при обертанні барабана по похилу до розвантаження. Паралельно з сушимим матеріалом по сушильним трубкам рухається нагріте повітря, яке сприймає випаровування з вугілля вологу і виходить з сушарки через трубку для пароповітряної суміші. Пар для обігріву трубок надходить по паропроводу 1, вводиться через передню цапфу в центральну трубу 11 і через наявні в ній отвори потрапляє в порожнину барабана між трубками.
Контактуючи із зовнішніми стінками трубок, усередині яких проходить сушимий матеріал, пар віддає своє тепло і конденсується. Утворений в барабані конденсат збирається в збірник конденсату, розташований у задній торцевій частині барабана, і U-подібними конденсатними трубками 8 відводиться через цапфу 9 в спускну трубу 10. Таким чином, в парових трубчастих сушарках сушимий матеріал і агент сушіння (повітря) рухаються по сушильним трубках, а теплоносій — пара — в міжтрубному просторі. При переміщенні по нагрітих трубках матеріал висушується, а волога поглинається повітрям, що циркулює разом з матеріалом. Висушений матеріал висипається з трубок в розвантажувальну камеру 7.
Живильний пристрій сушильних трубок — це завантажувальний рукав з розташованими в ньому похилими полицями, за якими сушимий матеріал завантажується в трубки. Для поліпшення завантаження трубок і усунення можливої закупорки їх сушимим матеріалом іноді застосовуються пристрої для завантаження матеріалу за допомогою стиснутого повітря. Очищення пароповітряної суміші, що виходить з сушарки, проводиться в електрофільтрах.
Для поліпшення заповнення трубок сушимим матеріалом, кращого перемішування матеріалу і посилення ефекту випаровування вологи усередині трубок поміщають вставки різних конструкцій. Вставка – це стержень хрестоподібного перетину 25х25 мм довжиною 6 м. На задньому кінці розташовано штир, який входить в отвір труби. Скоба впирається в заплічники в місці входу труби в трубну дошку. Є нерухомі вставки і рухомі. Рухомі вставки не закріплюються в трубках, а перекочуються в них при обертанні сушарки. Є і проміжні типи вставок, коли закріплений один, зазвичай задній, кінець. Нерухомі вставки легко засмічуються сторонніми домішками у вугіллі, що знижує продуктивність. Шляхом підбору виду вставок, зміною їх довжини, витків і конструкції можна досягти більш рівномірної сушки, значного збільшення продуктивності сушильних труб сушарки.

Рис. 2. Сушильна установка з паровою трубчастою сушаркою. 1– сушарка; 2 – бункер сирого вугілля; 3 – циклони; 4 – вентилятор-димосос; 5 – мокрий пиловловлювач; 6,7 – розвантажувальні і завантажувальні пристрої.

Висушений матеріал сушильних трубок зазвичай потрапляє в конвеєр, розташований внизу розвантажувальної камери.
Під впливом тяги, створюваної витяжною трубою, в розвантажувальній камері сушарки утворюється розрідження, яке обумовлює надходжен-ня повітря в сушарку і просування його по трубках. Для запобігання засмоктуванню повітря в розвантажувальну камеру і створення в ній необхідного розрідження задня стінка камери повинна по можливості щільно прилягати до кожуха барабана, що обертається.

## Сушильна установка з паровою трубчастою сушаркою

Один з варіантів сушильної установки з паровою трубою–сушаркою показаний на рис. 2.
При сушінні використовується сухий насичений пар з тиском 0,35–0,4 МПа. Довжина барабана 8 м, діаметр – 3, 4, 5 м. Кількість трубок, в залежності від розмірів барабана, може бути 600, 876, 1581. Сушильні трубки розташовуються в барабані по кутах шестикутника, що забезпечує розміщення найбільшої кількості трубок при даному діаметрі барабана.
Парові трубчасті сушарки працюють на насиченій злегка перегрітій парі. 
Технічні характеристики парових трубчатих сушарок